# Clarksville (New Hampshire)
Clarksville è un comune degli Stati Uniti d'America facente parte della contea di Coos nello stato del New Hampshire.